# Arnay-le-Duc
Arnay-le-Duc – miejscowość i gmina we Francji, w regionie Burgundia-Franche-Comté, w departamencie Côte-d’Or.
Według danych na rok 1990, gminę zamieszkiwało 2040 osób, a gęstość zaludnienia wynosiła 171 osób/km² (wśród 2044 gmin Burgundii, Arnay-le-Duc plasuje się na 98. miejscu pod względem liczby ludności, natomiast pod względem powierzchni na miejscu 803.).